# Andrzej Michorzewski
Andrzej Marek Michorzewski (ur. 28 listopada 1952 we Włocławku) – polski lekarz psychiatra, poeta.

## Życiorys

### Psychiatra
Urodził się we Włocławku, ukończył studia na Wydziale Lekarskim Akademii Medycznej w Gdańsku. 1 października 1978 roku uzyskał uprawnienia do wykonywania zawodu psychiatry.
W latach 1993–2000 był dyrektorem Szpitala Psychiatrycznego w Świeciu. Zrezygnował ze stanowiska twierdząc, że wstydzi się być psychiatrą w Polsce.
1 stycznia 2006 r. zarejestrował Prywatną Praktykę Specjalistyczną pod adresem al. Chopina 52/1 we Włocławku. Podejmuje także pacjentów w Samodzielnym Publicznym Zespole Przychodni Specjalistycznych We Włocławku przy ul. Szpitalnej 6A.
Obecnie jest członkiem Kujawsko-Pomorskiej Izby Lekarskiej w Toruniu.
W 1995 r. wspólnie z Lucyną Suś napisał opracowanie pt. Najpiękniejszy widok na Świecie. W 2005 wydał książkę Dzień, w którym wybiło szambo, czyli nadużycia w psychiatrii. Był autorem znanego przed laty hasła „albo prawo, albo sprawiedliwość”.

### Poeta i tekściarz
Pierwszy zbiór tekstów piosenek pt. Piosenki do piwa wydał w 1978 roku. Ok. 1981 roku wydał zbiór pt. Tylko my z bobem.
W latach 80. działał w Grupie Toruń oraz pisał teksty piosenek dla efemerycznych studenckich zespołów muzycznych. Wraz z Romualdem Bobkowskim, adiunktem z Instytutu Fizyki, oraz studentem Andrzejem Wilczewskim nagrał wiosną 1983 kasetę z piosenkami o stanie wojennym pod tytułem Na wzwodzie.
W 1984 na oddział zamknięty szpitala psychiatrycznego w Toruniu, którego ordynatorem był Michorzewski, został skierowany za odmowę odbycia służby wojskowej muzyk Andrzej Kraiński. Efektem spotkania było powstanie zespołu Latający Pisuar, który rok później zmienił nazwę na Kobranocka (nazwę zespołu stworzył sam Michorzewski). Michorzewski został głównym autorem tekstów jego piosenek, m.in. utworu „Kocham cię jak Irlandię”.

## Procesy karne
25 października 2007 roku został zatrzymany przez CBA. Lekarza przesłuchano w prokuraturze we Wrocławiu. Michorzewskiego oskarżono o wystawianie w latach 1996-2001 przestępcom fałszywych zaświadczenia o chorobach, dzięki czemu unikali więzienia lub uzyskiwali przerwy w karze. Po przesłuchaniu we Wrocławiu zwolniono go za poręczeniem majątkowym w wysokości 20 tys. złotych. Michorzewski otrzymał zakaz opuszczenia kraju.
Michorzewski był karany za porównywanie polskiej psychiatrii do nazistowskiej, za odmowę sporządzenia opinii sądowo-psychiatrycznych oraz za posądzanie sądów i prokuratury o nieprzestrzeganie prawa. Później oskarżano go o nielegalne zatrudnianie pracowników.

## Twórczość
- Andrzej Michorzewski, Piosenki do piwa. Bydgoszcz, 1978.
- Andrzej Michorzewski, Tylko my z Bobem, ok. 1981[10].
- Andrzej Michorzewski, Lucyna Suś, Najpiękniejszy widok na Świecie. Urząd Miasta i Gminy Świecie, 1995[9].
- Andrzej Michorzewski Dzień, w którym wybiło szambo, czyli nadużycia w psychiatrii. Oficyna Wydawnicza Finna, 2005 ISBN 83-89929-20-1.

## Życie prywatne
Miał syna Jakuba, zmarłego w 2009 roku.